# Josef Cohen
Josef Alexander Cohen, född 4 september 1998, är en amerikansk fäktare som tävlar i sabel.
Cohen har studerat vid Columbia University och tävlat i fäktning för deras idrottsförening Columbia Lions.

## Karriär
Vid panamerikanska spelen 2023 i Santiago tog Cohen silver tillsammans med Andrew Doddo och Filip Dolegiewicz i lagtävlingen i sabel.